# 金川附地菜
金川附地菜（学名：Trigonotis barkamensis）为紫草科附地菜属的植物，是中国的特有植物。分布在中国大陆的四川等地，生长于海拔2,250米的地区，一般生于山坡草地，目前尚未由人工引种栽培。